# Aéroport international de Qingdao-Jiaodong
L'aéroport international de Qingdao-Jiaodong (chinois simplifié : 青岛胶东国际机场 ; chinois traditionnel : 青島膠東國際機場 ; pinyin : Qīngdǎo jiāodōng guójì jīchǎng) est un aéroport inauguré le 12 août 2021 pour desservir la ville de Qingdao dans la province du Shandong, en Chine. Il a été approuvé en décembre 2013 et remplacera l'aéroport international de Qingdao Liuting en tant que principal aéroport de la ville. Il sera situé dans la communauté de quartier de Jiaodong (zh), dans la ville-district Jiaozhou, à 39 kilomètres du centre du centre-ville de Qingdao. Une fois achevé il sera le plus grand aéroport du Shandong, capable de géré un flux de 35 millions de passagers par an. 

## Installations
L'aéroport aura dans un premier temps deux pistes, qui mesurent respectivement 3 600 et 3 200 mètres (classe 4F). Le bâtiment du terminal aura une superficie de 450 000 m2. 

## Intermodalité
La gare ferroviaire Aéroport de Qingdao (zh), est située sur la ligne à grande vitesse Jinan - Qingdao.
L'aéroport sera également relié au centre-ville de Qingdao, par la ligne 8 du métro de Qingdao.
La route nationale G204 passe également par l'aéroport.

## Voir également
- Liste des aéroports en Chine
- Liste des aéroports les plus fréquentés de Chine
- Aéroport international de Qingdao Liuting, l'aéroport actuel de Qingdao.